# ليونيل زينسو
ليونيل زينسو (بالفرنسية: Lionel Zinsou)‏ (وُلد في 23 أكتوبر 1953 في باريس)، هو مصرفي ورجل أعمال وسياسي من فرنسي-بنيني، ويُعتبر مهندس لقاء باريس الاقتصادي مع فرنسا سنة 2014 الذي وفَّر لبلاده استثمارات كبيرة من قبل البنوك الأوروبية، وقد تولى منصب رئيس وزراء البنين من 18 يونيو 2015 إلى 6 أبريل 2016.

## سيرته الذاتية
ازداد ليونيل زينسو بتاريخ 23 أكتوبر 1953 في باريس، وهو ابن شقيق رئيس البنين إميل درلين زينسو الذي حكم ما بين 1968 إلى 1969. وقد درس العلوم الاقتصادية في مدرسة الأساتذة العليا حاصلاً على شهادة التبريز (محاضر)، كما درس أيضاً في كلية لندن للاقتصاد.
ويُعد زينسو شريك علامة روتشيلد أند سي التجارية، قبل أن ثيبح رئيساً لصندوق الاستثمارات الفرنسي عام 2008. كما عمل مديراً عام 2009 ل«باي بارتنرز» إحدى أكبر صناديق الأسهم الخاصة في أوروبا، بعدما اشتغل في ديوان رئيس الوزراء الفرنسي لوران فابيوس، كما اشتغل كذلك مستشاراً خاصاً للرئيس البنيني، يايي بوني ما بين 2006 و2011.
ونظراً لخبرته الكبيرة فقد تمكن من صياغة شروط عقد ما سمي بلقاء باريس الاقتصادي سنة 2014، مكَّن البنين من الاستفادة من العديد من الاستثمارات من قبل البنوك الأوروبية.
وعام 2013، أنشأ مؤسسة زينسو غير الحكومية لدعم التربية والثقافة، وتولت ابنته ماري سيسيل زينسو الإشراف عليها. وقدمت هذه المؤسسة خدمات عديدة بالقارة الأفريقية، وأنشأت أول متحف للفن المعاصر في مدينة ويداه، القريبة من من كوتونو، عاصمة بنين الاقتصادية وأكبر مدنها. ونالت هذه الأخيرة عدة جوائز دولية لالتزامها بدعم الفن الأفريقي المعاصر، وتشجيع الشباب البنيني على الإبداع الفني.
وقد وصفته وكالة الأنباء الفرنسية، بكونه أحد الشخصيات الرئيسية في العلاقات بين فرنسا وأفريقيا. وفي 18 يونيو 2015، عين الرئيس البنيني يايي بوني، ليونيل زينسو رئيساً للوزراء إلى جانب حكومة تضم 27 عضواً، وكلفه بمسؤولية التنمية الاقتصادية، على الرغم من عدم ذكر منصب رئيس الوزراء في دستور عام 1990، وبالنسبة لمعظم فترة رئاسة يايي بوني - ومعظم الفترة التي انقضت منذ دخول الدستور حيز التنفيذ - لم يشغل أي شخص المنصب. وقد جاء تعيين زينسو قبل أقل من 10 أشهر من انتهاء فترة ولاية الرئيس الثانية، وبما أن الأخير مُنع من إعادة انتخابه، رأى البعض أن التعيين قد يكون إشارة إلى أن زينسو هو خلفه المُختار.
أعلن زينسو في 1 ديسمبر 2015 ترشحه الانتخابات الرئاسية لعام 2016 عن حزب قوات كوري لبنين الناشئة. وقال إنه سيركز على تمويل الفلاحة ومساعدة العمال غير الرسميين على الحصول على عمل رسمي، لكنه انهزم فيها أمام خصمه باتريس تالون. وخلال زيارته إلى دجوغو في شمال غرب بنين، تحطمت طائرة هليكوبتر زينسو في ملعب في 27 ديسمبر 2015. إلا أنه لم يصب بأذى. وفي يونيو 2017، تم تعيين زينسو رئيساً لتيرانوفا، وهي مراكز تفكير فرنسية يسارية وسطية.